# Кардозу, Висенте Лисиниу
Висенте Лисиниу Кардозу (порт. Vicente Licínio Cardoso; 3 августа 1889, Рио-де-Жанейро—10 июня 1931, Рио-де-Жанейро) — бразильский инженер-строитель, писатель

, путешественник.

## Биография
Родился в семье учёного Лисиниу Атанасиу Кардозу. Окончил Политехническую школу в Рио-де-Жанейро (ныне Федеральный университет Рио-де-Жанейро). Получил специальность инженера-строителя в 1916 году. Получил стипендию для поездки за границу, был участником Панамериканского научного конгресса в США.
В 1916 году в течение шести месяцев работал в префектуре города Сан-Гонсалу (штат Рио-де-Жанейро). Занимался проектированием общественных и жилых сооружений (отель в Ипанеме (1915), здание школы в Сан-Гонсалу (1916), проект складов CNN Costeira (1916), 232 жилых дома (1921 и др.).
Его работы в области образования, сделали Кардозу популярным в конце 1920-х годов. Был избран президентом Бразильской ассоциации образования (ABE). В 1927 году он занял кафедру «Гражданская архитектура и канализация городов» в Политехнической школе Рио-де-Жанейро.
Будучи страстным спортсменом в августе 1904 года, был одним из основателей футбольного клуба «Ботафого», который позднее объединился с регатным клубом, образовав нынешний Футбольный и регатный клуб «Ботафого» (штат Рио-де-Жанейро).
Важную роль в его жизни имели путешествия по всему миру. Во время Первой мировой войны совершил поездки в Соединенные Штаты Америки, затем в Германию. В 1921 году осуществил длительную экспедицию по реке Сан-Франсиску в Южной Америке, во время которой заразился болезнью Шагаса.
Известен тем, что Кардозу был первым бразильцем, совершившим первый полёт из Европы в Бразилию на дирижабле LZ 127 «Граф Цеппелин», который 22 мая 1930 года приземлился в Ресифи (штат Пернамбуку).
На фоне развившейся болезни, страдал от депрессии, из-за чего покончил жизнь самоубийством, выстрелив себе в грудь через семь месяцев после первой попытки суицида.
Автор нескольких книг по философии, искусству и архитектуре. В философии был последователем позитивизма О. Конта.

## Избранные произведения
- Pensamentos Brasileiros (1924)
- Philosophia da Arte
- À Margem da História do Brasil (1933)
- Maracás (1934)
- Pensamentos americanos (1937)